# Apilas
Il lanciarazzi Apilas è un razzo anticarro spalleggiabile ed "usa e getta" francese nato negli anni 80 per sostituire l'LRAC-89 da 89mm di calibro. Esso ha una capacità di perforare oltre 700mm di acciaio e una gittata di oltre 300 metri. Ha avuto una buona diffusione, nonostante la concorrenza successiva del più costoso missile Eryx. 500 sono andati anche all'EI, quando esso ha dovuto scegliere tra questo, il LAW-80 e il Panzerfaust 3 tedesco, risultato vincitore. L'Apilas è stato usato a consumazione, dato che esso è un'arma a perdere, con il razzo contenuto in un tubo dello stesso diametro, circa 115mm.